# Cletocamptus xenuus
Cletocamptus xenuus är en kräftdjursart som beskrevs av Por. Cletocamptus xenuus ingår i släktet Cletocamptus och familjen Cletodidae. Inga underarter finns listade i Catalogue of Life.